# لصات عظائية طائرة

اللصات العظائية الطائرة (التسمية الثنائية:†Saurornitholestinae) هي أسرة منقرضة من مجموعة العظايا الراكضة وحشية الأرجل. تشتمل اللصات العظائية الطائرة حاليًا على ثلاثة أجناس أحادية النمط: الخاطفة المروعة وخاطفة بامبي واللصّ العظائي الطائر. وجميعها من العظايا الراكضة متوسطة الحجم من فترة الطباشيري المتأخر في غرب أمريكا الشمالية. تم التعرف على المجموعة في الأصل من قبل Longrich and Currie كأسرة شقيقة إلى فرع حيوي مكون من العظاءات الراكضة والخاطفة السريعة. ومع ذلك، ليست كل تحليلات علم الوراثة تسترد هذه المجموعة و / أو مع نفس الأجناس المقترحة.